# Francesco Filippini
Francesco Filippini (Brescia, 18 de septiembre de 1853-Milán, 6 de marzo de 1895) fue un pintor paisajista italiano.

## Biografía
Nació el 18 de septiembre de 1853 en Brescia. Sus padres fueron Lorenzo Filippini, carpintero, y Silvia Signoria, costurera. Su situación familiar de muy reducidos ingresos lo obligó a trabajar desde muy joven, primeramente en una pastelería y después como escribiente en una notaría. A partir de 1873 comenzó estudiar y a dedicarse al arte a tiempo parcial. Ingresó a estudiar a la escuela cívica de dibujo que funcionaba en la Pinacoteca Tosio Martinengo con Giuseppe Ariassi y más adelante, hasta 1875, con el maestro Luigi Campini. Mostró buen rendimiento y recibió apoyo del ayuntamiento para continuar sus estudios y en 1875 obtuvo una beca para ir a Milán. Allí trabó amistad con otros artistas como Cremona y Grandi y fue discípulo de Bertini.
Sus obras al comienzo ilustraban temas históricos y retratos. En esa área consiguió sus primeros éxitos (por ejemplo los cuadros «Caligola» y «La martire cristiana» son de esta primera época). Pero no persistió en esta línea y más adelante pintó solamente paisajes, principalmente paisajes invernales de los Alpes. A partir de 1880 realizó varias exposiciones en distintas ciudades italianas y algunas en otros lugares de Europa. La crítica elogió el colorido de sus cuadros y su pincelada fresca.
Falleció en 1895 en Milán, el día 6 de marzo. Su hermano, Ludovico Filippini, organizó la liquidación de los bienes del artista y junto al escultor P. Giudici, montaron una exposición del 17 al 25 de mayo de ese mismo año y, con  el producto de las ventas, el propio Giudici erigió un zócalo monumental de roca en el cementerio de Milán con un busto en bronce del pintor, obra del escultor P. Trubeckoj.